# Хокеј на леду за мушкарце на Зимским олимпијским играма 2018.
Олимпијски турнир у хокеју на леду за мушкарце на Зимским олимпијским играма 2018. играо се у периоду од 14. до 25. фебруара 2018. године у Пјонгчангу у Републици Кореји. Утакмице су се играле у две дворане, у Кангнеунг центру капацитета око 10.000 места и у Квандонг центру капацитета 6.000 седећих места. Као и ранијих година учествовало је укупно 12 репрезентација и 300 хокејаша (максимално по 25 играча по тиму).
По први пут након пет узастопних олимпијских турнира није постигнут договор између МОК-а и руководства Националне хокејашке лиге, због чега је руководство лиге донело одлуку о забрани учествовања играча из НХЛ-а на овом олимпијском турниру. Са друге стране, руководство Континенталне хокејашке лиге дозволило је учешће својим играчима, а лига је увела и такозвану „олимпијску паузу” у трајању од 33 дана. Репрезентација Русије је наступила под олимпијском заставом пошто је Руском олимпијском комитету због наводног државно спонзорисаног допинга онемогућено учешће на Играма. Једини дебитант је репрезентација домаћина Јужне Кореје која се директно квалификовала као домаћин Игара.
Златну медаљу, прву после распада Совјетског Савеза, освојила је репрезентација Русије која је у финалу савладала екипу Немачке резултатом 4:3. За Немачку је то је уједно био и највећи успех у историји и прва медаља освојена на великим такмичењима након ЗОИ 1976. године. Бронзана медаља припала је селекцији Канаде која је у директном окршају била боља од Чешке резултатом 6:4. За најкориснијег играча турнира проглашен је нападач руске репрезентације Иља Коваљчук, док је најефикаснији у нападу био његов саиграч Никита Гусев са 12 индексних поена (4 гола и 8 асистенција).
На 30 одиграних утакмице постигнута су 154 поготка, у просеку 5,13 голова по утакмици. Олимпијски турнир у хокеју на леду је пратила и доста слаба посећеност са просеком од скромних 4.611 гледалаца по утакмици (све мечеве је уживо посматрало укупно 138.327 гледалаца, што је готово дупло мање у поређењу са Сочијем 2014. где је било више од 245.000 гледалаца).  
Са освојеном златном олимпијском медаљом нападач Русије Павел Дацјук је комплетирао листу трофеја која му је донела чланство у у клубу „Златне тројке”. Репрезентативац Словеније Жига Јеглич био је позитиван на недозвољени стимуланс фенотерол због чега је аутоматски дисквалификован са олимпијског турнира.

## Квалификације
Директан пласман на Игре остварила је селекција Јужне Кореје као домаћин олимпијског турнира и то је уједно био и њихов дебитантски наступ на Олимпијским играма. Квалификациони процес за учешће на Играма у Пјонгчангу одвијао се у две фазе. Највећи део учесника Олимпијског турнира, њих 8, на Игре се квалификовало преко ИИХФ ранг листе, односно директан пласман у Пјонгчанг је остварило 8 првопласираних селекција са листе по окончању Светског првенства 2015. године. За преостала три места кроз три круга квалификација борило се укупно 19 репрезентација, а финала квалификација одржана су од 1. до 4. септембра 2016. године у Минску (победник Словенија), Риги (победник Немачка) и Ослу (победник Норвешка). 
У квалификацијама је учествовала и селекција Србије која је у првој рунди заузела прво место у конкуренцији Шпаније, Исланда и Кине и тако се пласирала у друго коло. У другом колу квалификација српски хокејаши су заузели последње место на турниру у италијанској Кортини и нису се  пласирали у финале квалификација. 
Због скандала са допингом Олимпијском комитету Русије је било забрањено учешће на Играма, а сви руски спортисти, па тако и хокејашки тим, наступили су под неутралном, олимпијском заставом.
|  | Директна квалификација на ЗОИ 2018.          |
|  | Укључили се у квалификације у финалној рунди |
|  | Укључили се у квалификације у другом кругу   |
|  | Укључили се у квалификације у првом кругу    |

| Носиоци у квал. | Team                | СП 2015. | СП 2014. | ЗОИ 2014. | СП 2013. | СП 2012. | Total |
| --------------- | ------------------- | -------- | -------- | --------- | -------- | -------- | ----- |
| 1               | Канада              | 1.200    | 795      | 900       | 530      | 265      | 3.690 |
| 2               | Русија              | 1.160    | 900      | 795       | 520      | 300      | 3.675 |
| 3               | Шведска             | 1.060    | 840      | 870       | 600      | 260      | 3.630 |
| 4               | Финска              | 1.040    | 870      | 840       | 550      | 275      | 3.575 |
| 5               | Сједињене Државе    | 1.120    | 780      | 825       | 560      | 255      | 3.540 |
| 6               | Чешка               | 1.100    | 825      | 780       | 510      | 280      | 3.495 |
| 7               | Швајцарска          | 1.000    | 705      | 720       | 580      | 230      | 3.235 |
| 8               | Словачка            | 960      | 720      | 690       | 500      | 290      | 3.160 |
| 9               | Белорусија          | 1.020    | 765      | 645       | 430      | 215      | 3.075 |
| 10              | Летонија            | 880      | 690      | 750       | 460      | 235      | 3.015 |
| 11              | Норвешка            | 920      | 675      | 675       | 470      | 250      | 2.990 |
| 12              | Француска           | 900      | 750      | 600       | 440      | 240      | 2.930 |
| 13              | Немачка             | 940      | 645      | 630       | 480      | 225      | 2.920 |
| 14              | Словенија           | 820      | 600      | 765       | 410      | 200      | 2.795 |
| 15              | Данска              | 860      | 660      | 585       | 450      | 220      | 2.775 |
| 16              | Аустрија            | 840      | 585      | 705       | 420      | 195      | 2.745 |
| 17              | Казахстан           | 800      | 615      | 660       | 400      | 205      | 2.680 |
| 18              | Италија             | 720      | 630      | 615       | 390      | 210      | 2.565 |
| 19              | Мађарска            | 780      | 540      | 525       | 380      | 190      | 2415  |
| 20              | Јапан               | 740      | 570      | 480       | 370      | 185      | 2.345 |
| 21              | Украјина            | 700      | 555      | 540       | 340      | 175      | 2.310 |
| 22              | Пољска              | 760      | 510      | 510       | 330      | 165      | 2.275 |
| Домаћин         | Јужна Кореја        | 680      | 525      | 495       | 360      | 170      | 2.230 |
| 23              | Велика Британија    | 660      | 465      | 570       | 350      | 180      | 2.225 |
| 24              | Холандија           | 580      | 450      | 555       | 320      | 160      | 2.065 |
| 25              | Литванија           | 640      | 480      | 465       | 300      | 150      | 2.035 |
| 26              | Хрватска            | 620      | 495      | 405       | 280      | 130      | 1.930 |
| 27              | Румунија            | 560      | 435      | 435       | 310      | 155      | 1.895 |
| 28              | Естонија            | 600      | 420      | 420       | 290      | 140      | 1.870 |
| 29              | Србија              | 520      | 390      | 375       | 240      | 120      | 1.645 |
| 30              | Шпанија             | 500      | 330      | 450       | 230      | 135      | 1.645 |
| 31              | Мексико             | 400      | 315      | 390       | 200      | 95       | 1.400 |
| 32              | Израел              | 360      | 345      | 360       | 220      | 90       | 1.375 |
|                 | Белгија             | 540      | 360      | 0         | 270      | 110      | 1.280 |
| 33              | Исланд              | 480      | 405      | 0         | 260      | 125      | 1.270 |
|                 | Аустралија          | 460      | 375      | 0         | 250      | 145      | 1.230 |
|                 | Нови Зеланд         | 420      | 300      | 0         | 210      | 115      | 1.045 |
| 34              | Кина                | 440      | 285      | 0         | 190      | 105      | 1.020 |
| 35              | Бугарска            | 380      | 240      | 0         | 170      | 100      | 890   |
|                 | Јужна Африка        | 340      | 270      | 0         | 160      | 85       | 855   |
|                 | Турска              | 300      | 255      | 0         | 180      | 80       | 815   |
|                 | Северна Кореја      | 320      | 225      | 0         | 150      | 75       | 770   |
|                 | Луксембург          | 280      | 210      | 0         | 140      | 70       | 700   |
|                 | УАЕ                 | 220      | 180      | 0         | 110      | 0        | 510   |
| 36              | Грузија             | 240      | 165      | 0         | 90       | 0        | 495   |
|                 | Хонгконг            | 260      | 195      | 0         | 0        | 0        | 455   |
|                 | Босна и Херцеговина | 200      | 0        | 0         | 0        | 0        | 200   |

Квалификовани тимови и начин њихове квалификације налазе се у следећој табели:
| Начин квалификације   | Датум                          | Локација                  | Број квота | Квалификовани тимови                                                                  |
| --------------------- | ------------------------------ | ------------------------- | ---------- | ------------------------------------------------------------------------------------- |
| Домаћин ЗОИ 2018.     | 19. септембар 2014.            | Тенерифе                  | 1          | Јужна Кореја                                                                          |
| ИИХФ ранг листе 2015. | 2. април 2012. – 17. мај 2015. | СП 2015. (Праг и Острава) | 8          | Шведска · Финска · Канада · Русија · Сједињене Државе · Чешка · Швајцарска · Словачка |
| Финалне квалификације | 1–4. септембар 2016.           | Минск                     | 1          | Словенија                                                                             |
| Финалне квалификације | 1–4. септембар 2016.           | Рига                      | 1          | Немачка                                                                               |
| Финалне квалификације | 1–4. септембар 2016.           | Осло                      | 1          | Норвешка                                                                              |
| УКУПНО                |                                |                           | 12         |                                                                                       |

## Судије
Међународна хокејашка федерација је за Олимпијске игре делегирала укупно 28 судија, по 14 главних и помоћних судија.
| - Марк Лемелин - Оливије Гуан - Брет Ајверсон - Роман Гофман - Константин Олењин - Тимоти Мајер - Јозеф Кубуш | - Алекси Рантала - Анси Салонен - Јан Хрибик - Антоњин Јержабек - Данијел Стрикер - Тобијас Верли - Линус Олунд |

| - Нејтан Ваностен - Лукас Колмилер - Глеб Лазарев - Александар Отмахов - Фрејжер Макинтајр - Џадсон Ритер - Хану Сормунен | - Сакари Суоминен - Вит Ледерер - Мирослав Лхотски - Николас Флури - Роман Кадерли - Јими Дамен - Хенрик Пилблад |

## Прелиминарна фаза
У прелиминарној фази је свих 12 екипа учесница подељено у три групе са по четири тима. Игра се по једнокружном бод систему свако са сваким у три круга, а победници све три групе, уз најбољу другопласирану селекцију обезбеђују директан пласман у четвртфинале. Преосталих осам екипа игра додатни бараж за четвртфинале. Победа у регуларном делу утакмице вреднована је са 3 поена, победа након продужетка или пенала носила је 2, а пораз 1 бод. Пораз у регуларном делу утакмице није доносио бодове. У случају да је два или више тимова имало исти број бодова предност на табели имала је екипа која је била боља у међусобним дуелима. У случају да је и тај параметар идентичан даље је одлучивала боља гол разлика у директним огледима, затим број постигнутих голова и на крају пласман на ИИХФ ранг листи.
Напомена: Сатница утакмица је по локалном времену УТЦ+9

### Група А
| #  | Репрезентација | Ут. | Поб. | ППр. | ИПр. | Пор. | ГД | ГП | ГР  | Бод. |
| -- | -------------- | --- | ---- | ---- | ---- | ---- | -- | -- | --- | ---- |
| 1. | Чешка          | 3   | 2    | 1    | 0    | 0    | 9  | 4  | +5  | 8    |
| 2. | Канада         | 3   | 2    | 0    | 1    | 0    | 11 | 4  | +7  | 7    |
| 3. | Швајцарска     | 3   | 1    | 0    | 0    | 2    | 10 | 9  | +1  | 3    |
| 4. | Јужна Кореја   | 3   | 0    | 0    | 0    | 3    | 1  | 14 | −13 | 0    |

| 15. фебруар 2018. 21:10 | Чешка | 2 : 1 2:1, 0:0, 0:0 | Јужна Кореја | Кангнеунг центар Посетилаца: 6.025 |

| Извор                                     | Извор          | Извор              | Извор      | Извор                                                                          |
| ----------------------------------------- | -------------- | ------------------ | ---------- | ------------------------------------------------------------------------------ |
|                                           | Павел Францоуз | Голмани            | Мет Далтон | Судије Марк Лемелин Линус Елунд Линијске судије Хенрик Пилблад Сакари Суоминен |
| − Јан Коварж − 11:59 Михал Ржепик − 16:18 | 0:1 1:1 2:1    | 07:34 − Чо Минхо − |            | Судије Марк Лемелин Линус Елунд Линијске судије Хенрик Пилблад Сакари Суоминен |
| 8 мин                                     | Искључења      | 6 мин              |            | Судије Марк Лемелин Линус Елунд Линијске судије Хенрик Пилблад Сакари Суоминен |
| 40                                        | Шутеви на гол  | 18                 |            | Судије Марк Лемелин Линус Елунд Линијске судије Хенрик Пилблад Сакари Суоминен |

| 15. фебруар 2018. 21:10 | Швајцарска | 1 : 5 0:2, 0:2, 1:1 | Канада | Квандонг центар Посетилаца: 2.802 |

| Извор                   | Извор                       | Извор                                                                                                   | Извор        | Извор                                                                                   |
| ----------------------- | --------------------------- | --- | ------------ | --------------------------------------------------------------------------------------- |
|                         | Леонардо Џенони Јонас Хилер | Голмани                                                                                                 | Бен Скривенс | Судије Антоњин Јержабек Константин Олењин Линијске судије Јими Дамен Александар Отмахов |
| − Симон Мозер − 47:33 − | 0:1 0:2 0:3 0:4 1:4 1:5     | 02:57 − Рене Бурке 07:30 − Максим Норо 25:00 − Рене Бурке 25:52 − Војтек Волски − 54:53 − Војтек Волски |              | Судије Антоњин Јержабек Константин Олењин Линијске судије Јими Дамен Александар Отмахов |
| 6 мин                   | Искључења                   | 6 мин                                                                                                   |              | Судије Антоњин Јержабек Константин Олењин Линијске судије Јими Дамен Александар Отмахов |
| 29                      | Шутеви на гол               | 28 |              | Судије Антоњин Јержабек Константин Олењин Линијске судије Јими Дамен Александар Отмахов |

| 17. фебруар 2018. 12:10 | Канада | 2 : 3 (пен) 2:1, 0:1, 0:0; 0:1 | Чешка | Кангнеунг центар Посетилаца: 6.731 |

| Извор | Извор                      | Извор | Извор          | Извор                                                                      |
| --- | -------------------------- | --- | -------------- | -------------------------------------------------------------------------- |
| | Бен Скривенс               | Голмани                                                                                                  | Павел Францоуз | Судије Роман Гофман Анси Салонен Линијске судије Глеб Лазарев Џадсон Ритер |
| Мејсон Рејмонд − 01:13 − Рене Бурке − 13:30 − Максим Лапјер Војтек Волски Дерек Рој Рене Бурке Максим Норо | 1:0 1:1 2:1 2:2 − Пенали − | − 06:52 − Доминик Кубалик − 20:25 − Михал Јордан Мартин Ружичка Петар Коукал Јан Коварж Роман Червенка − |                | Судије Роман Гофман Анси Салонен Линијске судије Глеб Лазарев Џадсон Ритер |
| 6 мин | Искључења                  | 10 мин                                                                                                   |                | Судије Роман Гофман Анси Салонен Линијске судије Глеб Лазарев Џадсон Ритер |
| 33 | Шутеви на гол              | 21 |                | Судије Роман Гофман Анси Салонен Линијске судије Глеб Лазарев Џадсон Ритер |

| 17. фебруар 2018. 16:40 | Јужна Кореја | 0 : 8 0:1, 0:2, 0:5 | Швајцарска | Кангнеунг центар Посетилаца: 6.568 |

| Извор | Извор                           | Извор | Извор       | Извор                                                                               |
| ----- | ------------------------------- | --- | ----------- | ----------------------------------------------------------------------------------- |
|       | Мет Далтон Парк Чесунг          | Голмани | Јонас Хилер | Судије Јан Хрибик Алекси Рантала Линијске судије Мирослав Лхотски Фрејжер Макинтајр |
| −     | 0:1 0:2 0:3 0:4 0:5 0:6 0:7 0:8 | 10:23 − Денис Холенштајн 27:36 − Фелисјен Ду Боа 35:55 − Пијус Зутер 43:50 − Томас Рифенахт 45:17 − Пијус Зутер 46:45 − Рето Шепи 51:24 − Пијус Зутер 55:10 − Енцо Корви |             | Судије Јан Хрибик Алекси Рантала Линијске судије Мирослав Лхотски Фрејжер Макинтајр |
| 8 мин | Искључења                       | 10 мин |             | Судије Јан Хрибик Алекси Рантала Линијске судије Мирослав Лхотски Фрејжер Макинтајр |
| 25    | Шутеви на гол                   | 34 |             | Судије Јан Хрибик Алекси Рантала Линијске судије Мирослав Лхотски Фрејжер Макинтајр |

| 18. фебруар 2018. 16:40 | Чешка | 4 : 1 1:1, 0:0, 3:0 | Швајцарска | Кангнеунг центар Посетилаца: 6.137 |

| Извор                                                                                      | Извор               | Извор                      | Извор       | Извор                                                                               |
| ------------------------------------------------------------------------------------------ | ------------------- | -------------------------- | ----------- | ----------------------------------------------------------------------------------- |
|                                                                                            | Павел Францоуз      | Голмани                    | Јонас Хилер | Судије Брет Ајверсон Константин Олењин Линијске судије Џадсон Ритер Нејтан Ваностен |
| Михал Ржепик − 07:09 − Доминик Кубалик − 43:02 Роман Червенка − 58:40 Михал Ржепик − 59:11 | 1:0 1:1 2:1 3:1 4:1 | − 14:47 − Томас Рифенахт − |             | Судије Брет Ајверсон Константин Олењин Линијске судије Џадсон Ритер Нејтан Ваностен |
| 10 мин                                                                                     | Искључења           | 2 мин                      |             | Судије Брет Ајверсон Константин Олењин Линијске судије Џадсон Ритер Нејтан Ваностен |
| 28                                                                                         | Шутеви на гол       | 29                         |             | Судије Брет Ајверсон Константин Олењин Линијске судије Џадсон Ритер Нејтан Ваностен |

| 18. фебруар 2018. 21:10 | Канада | 4 : 0 1:0, 1:0, 2:0 | Јужна Кореја | Кангнеунг центар Посетилаца: 6.038 |

| Извор                                                                                 | Извор           | Извор   | Извор      | Извор                                                                        |
| ------------------------------------------------------------------------------------- | --------------- | ------- | ---------- | ---------------------------------------------------------------------------- |
|                                                                                       | Кевин Пулен     | Голмани | Мет Далтон | Судије Јозеф Кубуш Данијел Стрикер Линијске судије Николас Флури Вит Ледерер |
| Кристијан Томас − 07:36 Ерик О’Дел − 34:22 Максим Лапјер − 45:43 Жилбер Бруле − 58:02 | 1:0 2:0 3:0 4:0 | −       |            | Судије Јозеф Кубуш Данијел Стрикер Линијске судије Николас Флури Вит Ледерер |
| 8 мин                                                                                 | Искључења       | 8 мин   |            | Судије Јозеф Кубуш Данијел Стрикер Линијске судије Николас Флури Вит Ледерер |
| 49                                                                                    | Шутеви на гол   | 19      |            | Судије Јозеф Кубуш Данијел Стрикер Линијске судије Николас Флури Вит Ледерер |

### Група Б
| #  | Репрезентација   | Ут. | Поб. | ППр. | ИПр. | Пор. | ГД | ГП | ГР | Бод. |
| -- | ---------------- | --- | ---- | ---- | ---- | ---- | -- | -- | -- | ---- |
| 1. | Русија           | 3   | 2    | 0    | 0    | 1    | 14 | 5  | +9 | 6    |
| 2. | Словенија        | 3   | 0    | 2    | 0    | 1    | 8  | 12 | −4 | 4    |
| 3. | Сједињене Државе | 3   | 1    | 0    | 1    | 1    | 4  | 8  | −4 | 4    |
| 4. | Словачка         | 3   | 1    | 0    | 1    | 1    | 6  | 7  | −1 | 4    |

| 14. фебруар 2018. 21:10 | Словачка | 3 : 2 2:2, 0:0, 1:0 | Русија | Кангнеунг центар Посетилаца: 4.025 |

| Извор                                                               | Извор               | Извор                                               | Извор            | Извор                                                                           |
| ------------------------------------------------------------------- | ------------------- | --------------------------------------------------- | ---------------- | ------------------------------------------------------------------------------- |
|                                                                     | Бранислав Конрад    | Голмани                                             | Василиј Кошечкин | Судије Брет Ајверсон Алекси Рантала Линијске судије Вит Ледерер Нејтан Ваностен |
| − Петер Олвецки − 16:05 Мартин Бакош − 17:55 Петер Черешњак − 48:30 | 0:1 0:2 1:2 2:2 3:2 | 02:54 − Владислав Гавриков 04:08 − Кирил Капризов − |                  | Судије Брет Ајверсон Алекси Рантала Линијске судије Вит Ледерер Нејтан Ваностен |
| 12 мин                                                              | Искључења           | 10 мин                                              |                  | Судије Брет Ајверсон Алекси Рантала Линијске судије Вит Ледерер Нејтан Ваностен |
| 19                                                                  | Шутеви на гол       | 22                                                  |                  | Судије Брет Ајверсон Алекси Рантала Линијске судије Вит Ледерер Нејтан Ваностен |

| 14. фебруар 2018. 21:10 | Сједињене Државе | 2 : 3 (про) 1:0, 1:0, 0:2; 0:1 | Словенија | Квандонг центар Посетилаца: 3.348 |

| Извор                                         | Извор               | Извор                                                     | Извор         | Извор                                                                       |
| --------------------------------------------- | ------------------- | --------------------------------------------------------- | ------------- | --------------------------------------------------------------------------- |
|                                               | Рајан Заполски      | Голмани                                                   | Гашпер Крошељ | Судије Јан Хрибик Анси Салонен Линијске судије Роман Кадерли Лукас Колмилер |
| Брајан О’Нил − 17:44 Џордан Гринвеј − 32:57 − | 1:0 2:0 1:2 2:2 2:3 | − 45:49 − Јан Урбас 58:23 − Јан Муршак 60:38 − Јан Муршак |               | Судије Јан Хрибик Анси Салонен Линијске судије Роман Кадерли Лукас Колмилер |
| 6 мин                                         | Искључења           | 6 мин                                                     |               | Судије Јан Хрибик Анси Салонен Линијске судије Роман Кадерли Лукас Колмилер |
| 36                                            | Шутеви на гол       | 25                                                        |               | Судије Јан Хрибик Анси Салонен Линијске судије Роман Кадерли Лукас Колмилер |

| 16. фебруар 2018. 12:10 | Сједињене Државе | 2 : 1 1:1, 0:0, 1:0 | Словачка | Кангнеунг центар Посетилаца: 5.652 |

| Извор                                       | Извор          | Извор                     | Извор    | Извор                                                                             |
| ------------------------------------------- | -------------- | ------------------------- | -------- | --------------------------------------------------------------------------------- |
|                                             | Рајан Заполски | Голмани                   | Јан Лацо | Судије Оливје Гуан Тобијас Верли Линијске судије Николас Флури Александар Отмахов |
| Рајан Донато − 07:10 − Рајан Донато − 42:51 | 1:0 1:1 2:1    | − 07:35 − Андреј Кудрна − |          | Судије Оливје Гуан Тобијас Верли Линијске судије Николас Флури Александар Отмахов |
| 4 мин                                       | Искључења      | 10 мин                    |          | Судије Оливје Гуан Тобијас Верли Линијске судије Николас Флури Александар Отмахов |
| 31                                          | Шутеви на гол  | 22                        |          | Судије Оливје Гуан Тобијас Верли Линијске судије Николас Флури Александар Отмахов |

| 16. фебруар 2018. 16:40 | Русија | 8 : 2 2:0, 4:1, 2:1 | Словенија | Кангнеунг центар Посетилаца: 6.018 |

| Извор | Извор                               | Извор                                     | Извор        | Извор                                                                            |
| --- | ----------------------------------- | ----------------------------------------- | ------------ | -------------------------------------------------------------------------------- |
| | Василиј Кошечкин Иља Сорокин        | Голмани                                   | Лука Грачнар | Судије Марк Лемелин Данијел Стрикер Линијске судије Лукас Колмилер Хану Сормунен |
| Сергеј Мозјакин − 18:23 Иља Коваљчук − 18:45 Александар Барабанов − 26:00 Иља Каблуков − 28:48 Кирил Капризов − 30:02 − Иља Коваљчук − 37:16 Кирил Капризов − 41:15 Кирил Капризов − 47:12 − | 1:0 2:0 3:0 4:0 5:0 5:1 6:1 7:1 8:2 | − 33:31 − Јан Муршак − 59:27 − Жига Панце |              | Судије Марк Лемелин Данијел Стрикер Линијске судије Лукас Колмилер Хану Сормунен |
| 8 мин | Искључења                           | 6 мин                                     |              | Судије Марк Лемелин Данијел Стрикер Линијске судије Лукас Колмилер Хану Сормунен |
| 34 | Шутеви на гол                       | 15                                        |              | Судије Марк Лемелин Данијел Стрикер Линијске судије Лукас Колмилер Хану Сормунен |

| 17. фебруар 2018. 21:10 | Русија | 4 : 0 1:0, 2:0, 1:0 | Сједињене Државе | Кангнеунг центар Посетилаца: 6.473 |

| Извор                                                                                         | Извор            | Извор   | Извор          | Извор                                                                    |
| --------------------------------------------------------------------------------------------- | ---------------- | ------- | -------------- | ------------------------------------------------------------------------ |
|                                                                                               | Василиј Кошечкин | Голмани | Рајан Заполски | Судије Јозеф Кубуш Линус Елунд Линијске судије Вит Ледерер Николас Флури |
| Николај Прохоркин − 07:21 Николај Прохоркин − 22:14 Иља Коваљчук − 39:59 Иља Коваљчук − 40:28 | 1:0 2:0 3:0 4:0  | −       |                | Судије Јозеф Кубуш Линус Елунд Линијске судије Вит Ледерер Николас Флури |
| 10 мин                                                                                        | Искључења        | 10 мин  |                | Судије Јозеф Кубуш Линус Елунд Линијске судије Вит Ледерер Николас Флури |
| 26                                                                                            | Шутеви на гол    | 29      |                | Судије Јозеф Кубуш Линус Елунд Линијске судије Вит Ледерер Николас Флури |

| 17. фебруар 2018. 21:10 | Словенија | 3 : 2 (пен) 0:0, 2:1, 0:1; 1:0 | Словачка | Квандонг центар Посетилаца: 4.085 |

| Извор                                                                                                | Извор                    | Извор | Извор            | Извор                                                                              |
| --- | ------------------------ | --- | ---------------- | ---------------------------------------------------------------------------------- |
| | Гашпер Крошељ            | Голмани | Бранислав Конрад | Судије Антоњин Јержабек Тимоти Мајер Линијске судије Хану Сормунен Сакари Суоминен |
| Блаж Грегорц − 21:00 Анже Куралт − 24:16 − Рок Тичар Јан Урбас Јан Муршак Роберт Саболич Жига Јеглич | 1:0 2:0 2:1 2:2 Пенали − | − 35:43 − Милош Бубела 45:56 − Марцел Хашчак Андреј Кудрна Петер Олвецки Мартин Бакош Ладислав Нађ Марцел Хашчак |                  | Судије Антоњин Јержабек Тимоти Мајер Линијске судије Хану Сормунен Сакари Суоминен |
| 4 мин                                                                                                | Искључења                | 8 мин |                  | Судије Антоњин Јержабек Тимоти Мајер Линијске судије Хану Сормунен Сакари Суоминен |
| 30                                                                                                   | Шутеви на гол            | 25 |                  | Судије Антоњин Јержабек Тимоти Мајер Линијске судије Хану Сормунен Сакари Суоминен |

### Група Ц
| #  | Репрезентација | Ут. | Поб. | ППр. | ИПр. | Пор. | ГД | ГП | ГР | Бод. |
| -- | -------------- | --- | ---- | ---- | ---- | ---- | -- | -- | -- | ---- |
| 1. | Шведска        | 3   | 3    | 0    | 0    | 0    | 8  | 1  | +7 | 9    |
| 2. | Финска         | 3   | 2    | 0    | 0    | 1    | 11 | 6  | +5 | 6    |
| 3. | Немачка        | 3   | 0    | 1    | 0    | 2    | 4  | 7  | −3 | 2    |
| 4. | Норвешка       | 3   | 0    | 0    | 1    | 2    | 2  | 11 | −9 | 1    |

| 15. фебруар 2018. 12:10 | Финска | 5 : 2 2:1, 2:0, 1:1 | Немачка | Кангнеунг центар Посетилаца: 3.695 |

| Извор | Извор                       | Извор                                           | Извор               | Извор                                                                          |
| --- | --------------------------- | ----------------------------------------------- | ------------------- | ------------------------------------------------------------------------------ |
| | Мико Коскинен               | Голмани                                         | Дани аус ден Биркен | Судије Оливије Гуан Јозеф Кубуш Линијске судије Николас Флури Мирослав Лхотски |
| Сами Леписто − 03:13 − Мика Пјереле − 15:30 Ејли Толванен − 37:22 Ласе Куконен − 38:43 − Јонас Кемпаинен − 52:48 | 1:0 1:1 2:1 3:1 4:1 4:2 5:2 | − Брукс Мацек − 08:44 − Франк Хердлер − 41:51 − |                     | Судије Оливије Гуан Јозеф Кубуш Линијске судије Николас Флури Мирослав Лхотски |
| 10 мин | Искључења                   | 10 мин                                          |                     | Судије Оливије Гуан Јозеф Кубуш Линијске судије Николас Флури Мирослав Лхотски |
| 20 | Шутеви на гол               | 24                                              |                     | Судије Оливије Гуан Јозеф Кубуш Линијске судије Николас Флури Мирослав Лхотски |

| 15. фебруар 2018. 16:40 | Норвешка | 0 : 4 0:2, 0:0, 0:2 | Шведска | Кангнеунг центар Посетилаца: 3.961 |

| Извор  | Извор           | Извор                                                                                     | Извор       | Извор                                                                       |
| ------ | --------------- | ----------------------------------------------------------------------------------------- | ----------- | --------------------------------------------------------------------------- |
|        | Ларс Хауген     | Голмани                                                                                   | Виктор Фаст | Судије Роман Гофман Тобијас Верли Линијске судије Глеб Лазарев Џадсон Ритер |
| −      | 0:1 0:2 0:3 0:4 | 05:29 − Пер Линдхолм 16:46 − Антон Ландер 48:42 − Денис Еверберг 49:04 − Микаел Викстранд |             | Судије Роман Гофман Тобијас Верли Линијске судије Глеб Лазарев Џадсон Ритер |
| 14 мин | Искључења       | 12 мин                                                                                    |             | Судије Роман Гофман Тобијас Верли Линијске судије Глеб Лазарев Џадсон Ритер |
| 17     | Шутеви на гол   | 27                                                                                        |             | Судије Роман Гофман Тобијас Верли Линијске судије Глеб Лазарев Џадсон Ритер |

| 16. фебруар 2018. 21:10 | Финска | 5 : 1 1:1, 1:0, 3:0 | Норвешка | Кангнеунг центар Посетилаца: 4.180 |

| Извор | Извор                   | Извор                    | Извор       | Извор                                                                        |
| --- | ----------------------- | ------------------------ | ----------- | ---------------------------------------------------------------------------- |
| | Мико Коскинен           | Голмани                  | Ларс Хауген | Судије Јан Хрибик Брет Ајверсон Линијске судије Јими Дамен Фрејжер Макинтајр |
| − Ели Толванен − 16:36 Ели Толванен − 25:32 Вели-Мати Савинајнен − 42:59 Сами Леписте − 47:54 Сакари Манинен − 56:48 | 0:1 1:1 2:1 3:1 4:1 5:1 | 06:29 − Патрик Торесен − |             | Судије Јан Хрибик Брет Ајверсон Линијске судије Јими Дамен Фрејжер Макинтајр |
| 8 мин | Искључења               | 12 мин                   |             | Судије Јан Хрибик Брет Ајверсон Линијске судије Јими Дамен Фрејжер Макинтајр |
| 30 | Шутеви на гол           | 22                       |             | Судије Јан Хрибик Брет Ајверсон Линијске судије Јими Дамен Фрејжер Макинтајр |

| 16. фебруар 2018. 21:10 | Шведска | 1 : 0 1:0, 0:0, 0:0 | Немачка | Квандонг центар Посетилаца: 3.077 |

| Извор                   | Извор         | Извор   | Извор          | Извор                                                                               |
| ----------------------- | ------------- | ------- | -------------- | ----------------------------------------------------------------------------------- |
|                         | Јонас Енрот   | Голмани | Тимо Пјелмајер | Судије Тимоти Мајер Константин Олењин Линијске судије Роман Кадерли нејтан Ваностен |
| Виктор Столберг − 02:00 | 1:0           | −       |                | Судије Тимоти Мајер Константин Олењин Линијске судије Роман Кадерли нејтан Ваностен |
| 10 мин                  | Искључења     | 6 мин   |                | Судије Тимоти Мајер Константин Олењин Линијске судије Роман Кадерли нејтан Ваностен |
| 26                      | Шутеви на гол | 28      |                | Судије Тимоти Мајер Константин Олењин Линијске судије Роман Кадерли нејтан Ваностен |

| 18. фебруар 2018. 12:10 | Немачка | 2 : 1 (пен) 0:0, 1:0, 0:1; 0:0; 1:0 | Норвешка | Кангнеунг центар Посетилаца: 5.534 |

| Извор                                                            | Извор               | Извор                                                                                | Извор       | Извор                                                                          |
| ---------------------------------------------------------------- | ------------------- | ------------------------------------------------------------------------------------ | ----------- | ------------------------------------------------------------------------------ |
|                                                                  | Дани аус ден Биркен | Голмани                                                                              | Ларс Хауген | Судије Марк Лемелин Анси Салонен Линијске судије Јими Дамен Александар Отмахов |
| Патрик Хагер − 32:53 − Патрик Хагер Матијас Плахта Доминик Кахун | 1:0 1:1 Пенали −    | − 45:19 − Александар Рајхенберг Андерс Бастијансен Александар Рајхенберг Матис Олимб |             | Судије Марк Лемелин Анси Салонен Линијске судије Јими Дамен Александар Отмахов |
| 10 мин                                                           | Искључења           | 55 мин                                                                               |             | Судије Марк Лемелин Анси Салонен Линијске судије Јими Дамен Александар Отмахов |
| 38                                                               | Шутеви на гол       | 29                                                                                   |             | Судије Марк Лемелин Анси Салонен Линијске судије Јими Дамен Александар Отмахов |

| 18. фебруар 2018. 21:10 | Шведска | 3 : 1 1:0, 0:1, 2:0 | Финска | Квандонг центар Посетилаца: 3.861 |

| Извор                                                              | Извор           | Извор                       | Извор         | Извор                                                                            |
| ------------------------------------------------------------------ | --------------- | --------------------------- | ------------- | -------------------------------------------------------------------------------- |
|                                                                    | Виктор Фаст     | Голмани                     | Мико Коскинен | Судије Оливер Гуан Антоњин Јержабек Линијске судије Роман Кадерли Лукас Колмилер |
| Антон Ландер − 14:53 − Патрик Закрисон − 48:53 Оскар Мелер − 59:55 | 1:0 1:1 2:1 3:1 | − 21:32 − Јонас Кемпаинен − |               | Судије Оливер Гуан Антоњин Јержабек Линијске судије Роман Кадерли Лукас Колмилер |
| 10 мин                                                             | Искључења       | 14 мин                      |               | Судије Оливер Гуан Антоњин Јержабек Линијске судије Роман Кадерли Лукас Колмилер |
| 23                                                                 | Шутеви на гол   | 19                          |               | Судије Оливер Гуан Антоњин Јержабек Линијске судије Роман Кадерли Лукас Колмилер |

### Коначан пласман након групне фазе
По окончању групне фазе такмичења све екипе су сврстане у јединствену табелу и рангиране на позицијама од Д1 до Д12, а рангирање је извршено на основу следећих критеријума:
1. позиција у групи;
2. вежи број поена освојен у групи;
3. боља гол разлика;
4. већи број постигнутих голова;
5. бољи ренкинг на ранг листи ИИХФ на крају такмичарске 2017. године. .

| Поз. | Репрезентација   | Група | ПГ | УТ | Бод | ГР  | УГ | ИИХФ ранкинг |
| ---- | ---------------- | ----- | -- | -- | --- | --- | -- | ------------ |
| Д1   | Шведска          | Ц     | 1  | 3  | 9   | +7  | 8  | 3            |
| Д2   | Чешка            | A     | 1  | 3  | 8   | +5  | 9  | 6            |
| Д3   | Русија           | B     | 1  | 3  | 6   | +9  | 14 | 2            |
| Д4   | Канада           | A     | 2  | 3  | 7   | +7  | 11 | 1            |
| Д5   | Финска           | Ц     | 2  | 3  | 6   | +5  | 11 | 4            |
| Д6   | Словенија        | Б     | 2  | 3  | 4   | −4  | 8  | 15           |
| Д7   | Сједињене Државе | Б     | 3  | 3  | 4   | −4  | 4  | 5            |
| Д8   | Швајцарска       | A     | 3  | 3  | 3   | +1  | 10 | 7            |
| Д9   | Немачка          | Ц     | 3  | 3  | 2   | −3  | 4  | 8            |
| Д10  | Словачка         | Б     | 4  | 3  | 4   | −1  | 6  | 11           |
| Д11  | Норвешка         | Ц     | 4  | 3  | 1   | −9  | 2  | 9            |
| Д12  | Јужна Кореја     | A     | 4  | 3  | 0   | -13 | 1  | 21           |

## Елиминациона фаза
Елиминациони део такмичења одвијао се у четири фазе. Репрезентације које нису избориле директан пласман у четвртфинале кроз групну фазу, њих укупно 8, учествовале су у баражу. Победници баража наставили су такмичење даље у четвртфиналу, док су поражене екипе завршиле своје учешће на олимпијском турниру. Даље се играло по нокаут систему до финалне утакмице. 
|  | Бараж | Бараж            | Бараж   |                  |   | Четвртфинале | Четвртфинале | Четвртфинале |  |  | Полуфинале         | Полуфинале         | Полуфинале         |                    |         | Утакмица за злато | Утакмица за злато | Утакмица за злато |
|  |       |                  |         |                  |   |              |              |              |  |  |                    |                    |                    |                    |         |                   |                   |                   |
|  |       |                  |         |                  |   |              |              |              |  |  |                    |                    |                    |                    |         |                   |                   |                   |
|  |       |                  | Шведска | 3                |   |              |              |              |  |  |                    |                    |                    |                    |         |                   |                   |                   |
|  |       |                  |         | 3                |   |              |              |              |  |  |                    |                    |                    |                    |         |                   |                   |                   |
|  |       |                  |         | Немачка          | 4 |              |              |              |  |  |                    |                    |                    |                    |         |                   |                   |                   |
|  | 8Д    | Швајцарска       | 1       | Немачка          | 4 |              |              |              |  |  |                    |                    |                    |                    |         |                   |                   |                   |
|  | 8Д    | Швајцарска       | 1       |                  |   |              |              |              |  |  |                    |                    |                    |                    |         |                   |                   |                   |
|  | 9Д    | Немачка          | 2       |                  |   |              |              |              |  |  |                    |                    |                    |                    |         |                   |                   |                   |
|  | 9Д    | Немачка          | 2       |                  |   |              |              |              |  |  | Немачка            | 4                  |                    |                    |         |                   |                   |                   |
|  |       |                  |         |                  |   |              |              |              |  |  | Немачка            | 4                  |                    |                    |         |                   |                   |                   |
|  |       |                  | Канада  | 3                |   |              |              |              |  |  |                    |                    |                    |                    |         |                   |                   |                   |
|  |       |                  | Канада  | 3                |   |              |              |              |  |  |                    |                    |                    |                    |         |                   |                   |                   |
|  |       |                  |         |                  |   |              |              |              |  |  |                    |                    |                    |                    |         |                   |                   |                   |
|  |       |                  |         |                  |   |              |              |              |  |  |                    |                    |                    |                    |         |                   |                   |                   |
|  |       |                  | Канада  | 1                |   |              |              |              |  |  |                    |                    |                    |                    |         |                   |                   |                   |
|  |       |                  |         | 1                |   |              |              |              |  |  |                    |                    |                    |                    |         |                   |                   |                   |
|  |       |                  |         | Финска           | 0 |              |              |              |  |  |                    |                    |                    |                    |         |                   |                   |                   |
|  | 5Д    | Финска           | 5       | Финска           | 0 |              |              |              |  |  |                    |                    |                    |                    |         |                   |                   |                   |
|  | 5Д    | Финска           | 5       |                  |   |              |              |              |  |  |                    |                    |                    |                    |         |                   |                   |                   |
|  | 12Д   | Јужна Кореја     |         |                  |   |              |              |              |  |  |                    |                    |                    |                    |         |                   |                   |                   |
|  | 12Д   | Јужна Кореја     |         |                  |   |              |              |              |  |  |                    |                    |                    |                    | Немачка | 3                 |                   |                   |
|  |       |                  |         |                  |   |              |              |              |  |  |                    |                    |                    |                    | Немачка | 3                 |                   |                   |
|  |       |                  | Русија  | 4                |   |              |              |              |  |  |                    |                    |                    |                    |         |                   |                   |                   |
|  |       |                  | Русија  | 4                |   |              |              |              |  |  |                    |                    |                    |                    |         |                   |                   |                   |
|  |       |                  |         |                  |   |              |              |              |  |  |                    |                    |                    |                    |         |                   |                   |                   |
|  |       |                  |         |                  |   |              |              |              |  |  |                    |                    |                    |                    |         |                   |                   |                   |
|  |       |                  | Русија  | 6                |   |              |              |              |  |  | Утакмица за бронзу | Утакмица за бронзу | Утакмица за бронзу | Утакмица за бронзу |         |                   |                   |                   |
|  |       |                  |         | 6                |   |              |              |              |  |  | Утакмица за бронзу | Утакмица за бронзу | Утакмица за бронзу | Утакмица за бронзу |         |                   |                   |                   |
|  |       |                  |         | Норвешка         | 1 |              |              |              |  |  |                    |                    |                    |                    |         |                   |                   |                   |
|  | 6Д    | Словенија        | 1       | Норвешка         | 1 |              |              |              |  |  |                    |                    | Чешка              | 4                  |         |                   |                   |                   |
|  | 6Д    | Словенија        | 1       |                  |   |              |              |              |  |  |                    |                    | Чешка              | 4                  |         |                   |                   |                   |
|  | 11Д   | Норвешка         | 2       |                  |   |              |              |              |  |  |                    |                    |                    |                    |         |                   | Канада            | 6                 |
|  | 11Д   | Норвешка         | 2       |                  |   |              |              |              |  |  | Русија             | 3                  |                    |                    |         |                   | Канада            | 6                 |
|  |       |                  |         |                  |   |              |              |              |  |  | Русија             | 3                  |                    |                    |         |                   |                   |                   |
|  |       |                  | Чешка   | 0                |   |              |              |              |  |  |                    |                    |                    |                    |         |                   |                   |                   |
|  |       |                  | Чешка   | 0                |   |              |              |              |  |  |                    |                    |                    |                    |         |                   |                   |                   |
|  |       |                  |         |                  |   |              |              |              |  |  |                    |                    |                    |                    |         |                   |                   |                   |
|  |       |                  |         |                  |   |              |              |              |  |  |                    |                    |                    |                    |         |                   |                   |                   |
|  |       |                  | Чешка   | 3                |   |              |              |              |  |  |                    |                    |                    |                    |         |                   |                   |                   |
|  |       |                  |         | 3                |   |              |              |              |  |  |                    |                    |                    |                    |         |                   |                   |                   |
|  |       |                  |         | Сједињене Државе | 2 |              |              |              |  |  |                    |                    |                    |                    |         |                   |                   |                   |
|  | 7Д    | Сједињене Државе | 5       | Сједињене Државе | 2 |              |              |              |  |  |                    |                    |                    |                    |         |                   |                   |                   |
|  | 7Д    | Сједињене Државе | 5       |                  |   |              |              |              |  |  |                    |                    |                    |                    |         |                   |                   |                   |
|  | 10Д   | Словачка         | 1       |                  |   |              |              |              |  |  |                    |                    |                    |                    |         |                   |                   |                   |

### Бараж за четврфинале
У квалификацијама за бараж учествовало је 8 екипа које кроз групну фазу нису обезбедиле директан пласман у четвртфинале.
| 20. фебруар 2018. 12:10 | Сједињене Државе | 5 : 1 0:0, 3:1, 2:0 | Словачка | Кангнеунг центар Посетилаца: 6.391 |

| Извор | Извор                   | Извор                      | Извор    | Извор                                                                             |
| --- | ----------------------- | -------------------------- | -------- | --------------------------------------------------------------------------------- |
| | Рајан Заполски          | Голмани                    | Јан Лацо | Судије Алекси Рантала Анси Салонен Линијске судије Хенрик Пилблад Сакари Суоминен |
| Рајан Донато − 21:36 Џејмс Висневски − 22:20 Марк Аркобело − 33:30 − Герет Ро − 49:52 Рајан Донато − 56:46 | 1:0 2:0 3:0 3:1 4:1 5:1 | − 36:54 − Петер Черешњак − |          | Судије Алекси Рантала Анси Салонен Линијске судије Хенрик Пилблад Сакари Суоминен |
| 8 мин | Искључења               | 33 мин                     |          | Судије Алекси Рантала Анси Салонен Линијске судије Хенрик Пилблад Сакари Суоминен |
| 33 | Шутеви на гол           | 23                         |          | Судије Алекси Рантала Анси Салонен Линијске судије Хенрик Пилблад Сакари Суоминен |

| 20. фебруар 2018. 16:40 | Словенија | 1 : 2 (про) 1:0, 0:0, 0:1; 0:1 | Норвешка | Кангнеунг центар Посетилаца: 6.312 |

| Извор               | Извор         | Извор                                                    | Извор       | Извор                                                                             |
| ------------------- | ------------- | -------------------------------------------------------- | ----------- | --------------------------------------------------------------------------------- |
|                     | Гашпер Крошељ | Голмани                                                  | Ларс Хауген | Судије Данијел Стрикер Тобијас Верли Линијске судије Вит Ледерер Мирослав Лхотски |
| Јан Урбас − 06:38 − | 1:0 1:1 1:2   | − 43:06 − Томи Кристијансен 63:06 − Александар Бонсаксен |             | Судије Данијел Стрикер Тобијас Верли Линијске судије Вит Ледерер Мирослав Лхотски |
| 4 мин               | Искључења     | 12 мин                                                   |             | Судије Данијел Стрикер Тобијас Верли Линијске судије Вит Ледерер Мирослав Лхотски |
| 34                  | Шутеви на гол | 26                                                       |             | Судије Данијел Стрикер Тобијас Верли Линијске судије Вит Ледерер Мирослав Лхотски |

| 20. фебруар 2018. 21:10 | Финска | 5 : 2 1:0, 2:2, 2:0 | Јужна Кореја | Кангнеунг центар Посетилаца: 5.409 |

| Извор | Извор                       | Извор                                       | Извор      | Извор                                                                       |
| --- | --------------------------- | ------------------------------------------- | ---------- | --------------------------------------------------------------------------- |
| | Мико Коскинен               | Голмани                                     | Мет Далтон | Судије Роман Гофман Тимоти Мајер Линијске судије Николас Флури Глеб Лазарев |
| Петри Контиола − 04:42 Петри Контиола − 23:44 Миро Хејсканен − 26:23 − Јусо Хијетанен − 47:20 Сакари Манинен − 59:53 | 1:0 2:0 3:0 3:1 3:2 4:2 5:2 | − 30:06 − Брок Радунске 32:09 − Ан Чинхуј − |            | Судије Роман Гофман Тимоти Мајер Линијске судије Николас Флури Глеб Лазарев |
| 2 мин | Искључења                   | 8 мин                                       |            | Судије Роман Гофман Тимоти Мајер Линијске судије Николас Флури Глеб Лазарев |
| 36 | Шутеви на гол               | 19                                          |            | Судије Роман Гофман Тимоти Мајер Линијске судије Николас Флури Глеб Лазарев |

| 20. фебруар 2018. 21:10 | Швајцарска | 1 : 2 (про) 0:1, 1:0, 0:0; 0:1 | Немачка | Квандонг центар Посетилаца: 2.878 |

| Извор                   | Извор         | Извор                                            | Извор               | Извор                                                                         |
| ----------------------- | ------------- | ------------------------------------------------ | ------------------- | ----------------------------------------------------------------------------- |
|                         | Јонас Хилер   | Голмани                                          | Дани аус ден Биркен | Судије јан Хрибик Линус Елунд Линијске судије Фрејжер Макинтајр Хану Сормунен |
| − Симон Мозер − 23:40 − | 0:1 1:1 1:2   | 01:19 − Леонард Пфедерл 60:26 − Јаник Сајденберг |                     | Судије јан Хрибик Линус Елунд Линијске судије Фрејжер Макинтајр Хану Сормунен |
| 29 мин                  | Искључења     | 12 мин                                           |                     | Судије јан Хрибик Линус Елунд Линијске судије Фрејжер Макинтајр Хану Сормунен |
| 21                      | Шутеви на гол | 25                                               |                     | Судије јан Хрибик Линус Елунд Линијске судије Фрејжер Макинтајр Хану Сормунен |

### Четврфинала
| 21. фебруар 2018. 12:10 | Чешка | 3 : 2 (пен) 1:1, 1:1, 0:0; 0:0; 1:0 | Сједињене Државе | Кангнеунг центар Посетилаца: 2.948 |

| Извор | Извор                    | Извор                                                                                                  | Извор          | Извор                                                                      |
| --- | ------------------------ | --- | -------------- | -------------------------------------------------------------------------- |
| | Павел Францоуз           | Голмани                                                                                                | Рајан Заполски | Судије Оливје Гуан Линус Елунд Линијске судије Роман Кадерли Хану Сормунен |
| − Јан Коларж − 15:12 Томаш Кундратек − 28:14 − Мартин Ружичка Петар Коукал Јан Коварж Доминик Кубалик Томаш Кундратек | 0:1 1:1 2:1 2:2 Пенали − | 06:20 − Рајан Донато − 30:23 − Џим Слејтер Крис Бурке Рајан Донато Марк Аркобело Трој Тери Боби Батлер |                | Судије Оливје Гуан Линус Елунд Линијске судије Роман Кадерли Хану Сормунен |
| 10 мин | Искључења                | 8 мин                                                                                                  |                | Судије Оливје Гуан Линус Елунд Линијске судије Роман Кадерли Хану Сормунен |
| 29 | Шутеви на гол            | 20 |                | Судије Оливје Гуан Линус Елунд Линијске судије Роман Кадерли Хану Сормунен |

| 21. фебруар 2018. 16:40 | Русија | 6 : 1 3:0, 2:1, 1:0 | Норвешка | Кангнеунг центар Посетилаца: 3.553 |

| Извор | Извор                       | Извор                            | Извор                        | Извор                                                                      |
| --- | --------------------------- | -------------------------------- | ---------------------------- | -------------------------------------------------------------------------- |
| | Василиј Кошечкин            | Голмани                          | Ларс Хауген Хенрик Хаукеланд | Судије Јан Хрибик Тимоти Мајер Линијске судије Лукас Колмилер Џадсон Ритер |
| Михаил Григоренко − 08:54 Никита Гусев − 13:25 Вјачеслав Војнов − 19:20 − Сергеј Калињин − 28:35 Никита Нестеров − 33:06 Иван Телегин − 53:15 | 1:0 2:0 3:0 3:1 4:1 5:1 6:1 | − 27:21 − Александар Бонсаксен − |                              | Судије Јан Хрибик Тимоти Мајер Линијске судије Лукас Колмилер Џадсон Ритер |
| 10 мин | Искључења                   | 10 мин                           |                              | Судије Јан Хрибик Тимоти Мајер Линијске судије Лукас Колмилер Џадсон Ритер |
| 32 | Шутеви на гол               | 14                               |                              | Судије Јан Хрибик Тимоти Мајер Линијске судије Лукас Колмилер Џадсон Ритер |

| 21. фебруар 2018. 21:10 | Канада | 1 : 0 0:0, 0:0, 1:0 | Финска | Кангнеунг центар Посетилаца: 2.265 |

| Извор               | Извор                    | Извор   | Извор         | Извор                                                                                 |
| ------------------- | ------------------------ | ------- | ------------- | ------------------------------------------------------------------------------------- |
|                     | Бен Скривенс Кевин Пулен | Голмани | Мико Коскинен | Судије Антоњин Јержабек Константин Олењин Линијске судије Глеб Лазарев Хенрик Пилблад |
| Максим Норо − 40:55 | 1:0                      | −       |               | Судије Антоњин Јержабек Константин Олењин Линијске судије Глеб Лазарев Хенрик Пилблад |
| 6 мин               | Искључења                | 4 мин   |               | Судије Антоњин Јержабек Константин Олењин Линијске судије Глеб Лазарев Хенрик Пилблад |
| 30                  | Шутеви на гол            | 21      |               | Судије Антоњин Јержабек Константин Олењин Линијске судије Глеб Лазарев Хенрик Пилблад |

| 21. фебруар 2018. 21:10 | Шведска | 3 : 4 (про) 0:2, 0:0, 3:1; 0:1 | Немачка | Квандонг центар Посетилаца: 2.092 |

| Извор                                                                      | Извор                       | Извор                                                                                         | Извор               | Извор                                                                               |
| -------------------------------------------------------------------------- | --------------------------- | --------------------------------------------------------------------------------------------- | ------------------- | ----------------------------------------------------------------------------------- |
|                                                                            | Виктор Фаст                 | Голмани                                                                                       | Дани аус ден Биркен | Судије Марк Лемелин Алекси Рантала Линијске судије Мирослав Лхотски Нејтан Ваностен |
| − Антон Ландер − 46:25 − Патрик Херслеј − 49:35 Микаел Викстранд − 51:37 − | 0:1 0:2 1:2 1:3 2:3 3:3 3:4 | 13:48 − Кристијан Ерхоф 14:17 − Марцел Небелс − 48:28 − Доминик Кахун − 61:30 − Патрик Рајмер |                     | Судије Марк Лемелин Алекси Рантала Линијске судије Мирослав Лхотски Нејтан Ваностен |
| 4 мин                                                                      | Искључења                   | 6 мин                                                                                         |                     | Судије Марк Лемелин Алекси Рантала Линијске судије Мирослав Лхотски Нејтан Ваностен |
| 34                                                                         | Шутеви на гол               | 25                                                                                            |                     | Судије Марк Лемелин Алекси Рантала Линијске судије Мирослав Лхотски Нејтан Ваностен |

### Полуфинала
| 23. фебруар 2018. 16:40 | Чешка | 0 : 3 0:0, 0:2, 0:1 | Русија | Кангнеунг центар Посетилаца: 4.330 |

| Извор | Извор          | Извор                                                                | Извор            | Извор                                                                        |
| ----- | -------------- | -------------------------------------------------------------------- | ---------------- | ---------------------------------------------------------------------------- |
|       | Павел Францоуз | Голмани                                                              | Василиј Кошечкин | Судије Брет Ајверсон Марк Лемелин Линијске судије Јими Дамен Сакари Суоминен |
| −     | 0:1 0:2 0:3    | 27:47 − Никита Гусев 28:14 − Владислав Гавриков 59:39 − Иља Коваљчук |                  | Судије Брет Ајверсон Марк Лемелин Линијске судије Јими Дамен Сакари Суоминен |
| 6 мин | Искључења      | 10 мин                                                               |                  | Судије Брет Ајверсон Марк Лемелин Линијске судије Јими Дамен Сакари Суоминен |
| 31    | Шутеви на гол  | 22                                                                   |                  | Судије Брет Ајверсон Марк Лемелин Линијске судије Јими Дамен Сакари Суоминен |

| 23. фебруар 2018. 21:10 | Канада | 3 : 4 0:1, 1:3, 2:0 | Немачка | Кангнеунг центар Посетилаца: 4.057 |

| Извор                                                           | Извор                       | Извор                                                                                   | Извор               | Извор                                                                                |
| --------------------------------------------------------------- | --------------------------- | --------------------------------------------------------------------------------------- | ------------------- | ------------------------------------------------------------------------------------ |
|                                                                 | Кевин Пулан                 | Голмани                                                                                 | Дани аус ден Биркен | Судије Јозеф Кубуш Тимоти Мајер Линијске судије Фрејжер Макинтајр Александар Отмахов |
| − Жилбер Бруле − 28:17 − Мет Робинсон − 42:42 Дерек Рој − 49:42 | 0:1 0:2 0:3 1:3 1:4 2:4 3:4 | 14:43 − Брукс Мацек 23:21 − Матијас Плахта 26:49 − Франк Мауер − 32:31 − Патрик Хагер − |                     | Судије Јозеф Кубуш Тимоти Мајер Линијске судије Фрејжер Макинтајр Александар Отмахов |
| 35 мин                                                          | Искључења                   | 16 мин                                                                                  |                     | Судије Јозеф Кубуш Тимоти Мајер Линијске судије Фрејжер Макинтајр Александар Отмахов |
| 31                                                              | Шутеви на гол               | 15                                                                                      |                     | Судије Јозеф Кубуш Тимоти Мајер Линијске судије Фрејжер Макинтајр Александар Отмахов |

### Утакмица за бронзану медаљу
| 24. фебруар 2018. 21:10 | Чешка | 4 : 6 1:3, 0:0, 3:3 | Канада | Кангнеунг центар Посетилаца: 4.807 |

| Извор                                                                                         | Извор                                   | Извор | Извор       | Извор                                                                                      |
| --------------------------------------------------------------------------------------------- | --------------------------------------- | --- | ----------- | ------------------------------------------------------------------------------------------ |
|                                                                                               | Павел Францоуз                          | Голмани | Кевин Пулен | Судије Тимоти Мајер Константин Олењин Линијске судије Фрејжер Макинтајр Александар Отмахов |
| − Мартин Ружичка − 09:13 − Јан Коварж − 46:36 − Роман Червенка − 56:26 Роман Червенка − 57:55 | 0:1 1:1 1:2 1:3 1:4 2:4 2:5 2:6 3:6 4:6 | 08:57 − Ендру Ебет − 09:28 − Крис Кели 15:57 − Дерек Рој 45:50 − Ендру Ебет − 49:37 − Крис Кели 55:23 − Војтек Волски − |             | Судије Тимоти Мајер Константин Олењин Линијске судије Фрејжер Макинтајр Александар Отмахов |
| 4 мин                                                                                         | Искључења                               | 6 мин |             | Судије Тимоти Мајер Константин Олењин Линијске судије Фрејжер Макинтајр Александар Отмахов |
| 34                                                                                            | Шутеви на гол                           | 26 |             | Судије Тимоти Мајер Константин Олењин Линијске судије Фрејжер Макинтајр Александар Отмахов |

### Утакмица за златну медаљу
| 25. фебруар 2018. 13:10 | Русија | 4 : 3 (про) 1:0, 0:1, 2:2; 1:0 | Немачка | Кангнеунг центар Посетилаца: 5.075 |

| Извор                                                                                         | Извор                       | Извор                                                              | Извор               | Извор                                                                        |
| --------------------------------------------------------------------------------------------- | --------------------------- | ------------------------------------------------------------------ | ------------------- | ---------------------------------------------------------------------------- |
|                                                                                               | Василиј Кошечкин            | Голмани                                                            | Дани аус ден Биркен | Судије Марк Лемелин Алекси Рантала Линијске судије Јими Дамен Саари Суоминен |
| Вјачеслав Војнов − 19:59 − Никита Гусев − 53:21 − Никита Гусев − 59:04 Кирил Капризов − 69:40 | 1:0 1:1 2:1 2:2 2:3 3:3 4:3 | − 29:32 − Феликс Шиц − 53:31 − Доминик Кахун 56:44 − Јонас Милер − |                     | Судије Марк Лемелин Алекси Рантала Линијске судије Јими Дамен Саари Суоминен |
| 4 мин                                                                                         | Искључења                   | 6 мин                                                              |                     | Судије Марк Лемелин Алекси Рантала Линијске судије Јими Дамен Саари Суоминен |
| 30                                                                                            | Шутеви на гол               | 25                                                                 |                     | Судије Марк Лемелин Алекси Рантала Линијске судије Јими Дамен Саари Суоминен |

## Коначни пласман и признања
|     | Русија           |
|     | Немачка          |
|     | Канада           |
| 4.  | Чешка            |
| 5.  | Шведска          |
| 6.  | Финска           |
| 7.  | Сједињене Државе |
| 8.  | Норвешка         |
| 9.  | Словенија        |
| 10. | Швајцарска       |
| 11. | Словачка         |
| 12. | Јужна Кореја     |

|                           | \| Олимпијски победник 2018. \| \| Русија 1. титула \| |
| Олимпијски победник 2018. |                                                        |
| Русија 1. титула          |                                                        |

## Појединачне статистике
Статистика за десет најбољих играча турнира:
| Играч          | УТ | Гол. | Аси. | Бод. | +/− | Иск. |
| -------------- | -- | ---- | ---- | ---- | --- | ---- |
| Никита Гусев   | 6  | 4    | 8    | 12   | +7  | 4    |
| Кирил Капризов | 6  | 5    | 4    | 9    | +7  | 2    |
| Ели Толванен   | 5  | 3    | 6    | 9    | +1  | 4    |
| Иља Коваљчук   | 6  | 5    | 2    | 7    | +5  | 4    |
| Патрик Хагер   | 7  | 3    | 4    | 7    | –3  | 4    |
| Максим Норо    | 6  | 2    | 5    | 7    | +3  | 0    |
| Дерек Рој      | 6  | 2    | 5    | 7    | –2  | 8    |
| Линус Омарк    | 4  | 0    | 7    | 7    | +6  | 0    |
| Рајан Донато   | 5  | 5    | 1    | 6    | –1  | 2    |
| Јан Муршак     | 4  | 3    | 3    | 6    | –1  | 0    |

УТ = број одиграних утакмица; Гол = постигнутих голова; Аси = број асистенција; Бод = бодовни индекс; +/− = плус/минус статистика; ИСК = Искључења у минутима

Извор: IIHF.com Архивирано на веб-сајту  (25. фебруар 2018)

### Голманска статистика
Топ 5 најбољих голмана мушког олимпијског турнира (у статистику су укључени голмани који су одиграли минимум 40% укупног времена свих утакмица):
| Играч            | ВРЕ    | Гол | ГлП  | Шут | Одб%  | БПГ |
| ---------------- | ------ | --- | ---- | --- | ----- | --- |
| Јонас Хилер      | 211:19 | 4   | 1,14 | 91  | 95,60 | 1   |
| Василиј Кошечкин | 348:08 | 8   | 1,38 | 126 | 93,65 | 2   |
| Мико Коскинен    | 296:38 | 8   | 1,62 | 117 | 93,16 | 0   |
| Гашпер Крошељ    | 188:44 | 6   | 1,91 | 87  | 93,10 | 0   |
| Бен Скривенс     | 149:17 | 4   | 1,61 | 56  | 92,86 | 0   |

ВРЕ = време проведено на леду у минутама и секундама; Шут = укупан број упућених удараца ка голу; Гол = број примљених погодака; ГлП = просечно примљених погодака по утакмици; Одб% = проценат одбрана; БПГ = Shutout, број утакмица без примљеног гола

Извор: IIHF.com

## Састави освајача медаља
|                 | Злато | Сребро | Бронза |  |  |  |
|                 | | | |  |  |  |
| Освајачи медаља | Русија Сергеј Андронов Александар Барабанов Вјачеслав Војнов Владислав Гавриков Михаил Григоренко Никита Гусев Павел Дацјук Артјом Зуб Андреј Зубарев Иља Каблуков Сергеј Калињин Кирил Капризов Богдан Киселевич Иља Коваљчук Василиј Кошечкин Алексеј Марченко Сергеј Мозјакин Никита Нестеров Николај Прохоркин Иља Сорокин Иван Телегин Игор Шестјоркин Вадим Шипачов Сергеј Широков Јегор Јаковљев Селектор: Олег Знарок | Немачка Синан Акдаг · Дани аус ден Биркен · Дерил Бојл · Давид Волф · Марцел Гоч · Јаник Сајденберг · Доминик Кахун · Маркус Кинк · Бјерн Круп · Франк Мауер · Брукс Мацек · Јонас Милер · Мориц Милер · Марцел Небелс · Тимо Пјелмајер · Матијас Плахта · Леонард Пфедерл · Патрик Рајмер · Герит Фаузер · Патрик Хагер · Франк Хердлер · Феликс Шиц · Денис Ендрас · Јасин Ехлиц · Кристијан ЕрхофСелектор: Марко Штурм | Канада Карл Столери · Крис Ли · Чарлс Геновеј · Жилбер Бруле · Војтек Волски · Дерек Рој · Крис Кели · Роб Клинкхамер · Брендон Козун · Квинтон Хауден · Рене Бурк · Марк Андре Грањани · Ендру Ебет · Мејсон Рејмонд · Ерик О’Дел · Стефан Елиот · Коди Голубеф · Бен Скривенс · Кевин Пулен · Џастин Питерс · Мет Робинсон · Максим Лапјер · Максим Норо · Линден Веј · Кристијан ТомасСелектор: Вили Дежарден |  |  |  |